# Gaveanus
Gaveanus is een geslacht van wantsen uit de familie van de Miridae (Blindwantsen). Het geslacht werd voor het eerst wetenschappelijk beschreven door José Cândido de Melo Carvalho in 1984.

## Soorten
Het genus bevat de volgende soorten:

- Gaveanus amapaensis Carvalho & Costa, 1992
- Gaveanus carajasensis Carvalho, 1988
- Gaveanus incisuratus Carvalho, 1984
- Gaveanus renatoi Carvalho, 1988